# Paramordellistena exilis
Paramordellistena exilis es una especie de coleóptero de la familia Mordellidae.

## Distribución geográfica
Habita en Adelaide (Australia).